# August Burns Red
August Burns Red je metalcorová kapela, která vznikla r. 2003 v Lancasteru v Pensylvánii. Dala by se definovat jako křesťanská metalcorová kapela. K tomu řekl kytarista JB Brubaker toto: „Křesťanství je náboženství, ne styl hudby,“ což je pravda. Křesťanský metal se totiž odlišuje od „obyčejného“ metalu jen v textech, na hudbu to nemá žádný vliv.
Kapela byla založena v březnu 2003 jejími prvními členy již na vysoké škole, kteří spolu začínali hrát v Lancasteru. Za dobu své existence se v ní vyměnilo několik členů.

## Členové kapely

### Současní
- Jake Luhrs – hlavní vokály
- JB Brubaker – hlavní kytara
- Brent Rambler – doprovodná kytara
- Dustin Davidson – basa, druhé vokály
- Matt Greiner – bicí, piano

### Předchozí
- Jon Hershey – vokály (Looks Fragile After All)
- Josh McManness – vocály (Thrill Seeker)
- Jordan Tuscan – basa (Looks Fragile After All, Thrill Seeker)

## Diskografie

### Studiová alba
- Thrill Seeker (2005)
- Messengers (2007)
- Constellations (2009)
- Leveler (2011)
- Sleddin' Hill (2012)
- Rescue and Restore (2013)
- Found in Far Away Places (2015)
- Phantom Anthem (2017)
- Guardians (2020)
- Death Below (2023)

### EP
- Looks Fragile After All (2004)
- Lost Messengers: The Outtakes (2009)
- Four Minutes Being Cool (2013)
- Winter Wilderness (2018)
- Phantom Sessions (2019)
- Guardian Sessions (2021)